# 1988년 하계 올림픽 인도 선수단
인도는 1988년 9월 17일부터 10월 2일까지 대한민국 서울에서 열린 제24회 하계 올림픽에 참가했다.

## 출전 선수
| 종목   | 남자 | 여자 | 전체 |
| ------ | ---- | ---- | ---- |
| 양궁   | 3    | 0    | 3    |
| 육상   | 0    | 5    | 5    |
| 복싱   | 3    | –    | 3    |
| 하키   | 16   | 0    | 16   |
| 요트   | 2    | 0    | 2    |
| 사격   | 0    | 1    | 1    |
| 수영   | 1    | 0    | 1    |
| 탁구   | 2    | 1    | 3    |
| 테니스 | 3    | 0    | 3    |
| 역도   | 2    | –    | 2    |
| 레슬링 | 7    | –    | 7    |
| 전체   | 39   | 7    | 46   |

## 같이 보기
- 올림픽 인도 선수단